# Reginbodonen
Die Reginbodonen waren ein mittelrheinisch-fränkisches Adelsgeschlecht, das im 11. Jahrhundert mit engen Beziehungen zum Kloster Fulda, zum Erzstift Mainz und zum Königssondergau ins Licht der Geschichte trat. Da die frühen Angehörigen des Geschlechts sich keinem Stammsitz zuordnen lassen, sind sie nach dem von ihnen verwendeten Leitnamen Reginbodo als Reginbodonen benannt. Auch Reginhard, Sigebodo und Siegfried waren bevorzugte Rufnamen der Familie und ihrer weiteren Verwandtschaft, weshalb ihr (nur undeutlich auszumachender) Stammverband als Sig-Regensippe bezeichnet wird.

## Stammliste der frühen Reginbodonen
Die nachfolgende Übersicht stellt den Versuch dar, als frühe Reginbodonen ansprechbare Adelige in eine (hier auf bedeutendere Angehörige beschränkte) Stammliste einzuordnen.
1. Reginhard († 1040), Graf im Königssondergau (1017)[1], Bannerträger/Hochvogt des Klosters Fulda → Vorfahren siehe hier, Konradiner
  1. Siegfried, Graf im Königssondergau (1040, 1057), Mainzer Burggraf/Erzstiftsvogt (1047)
    1. Reginhard, Mainzer Burggraf/Erzstiftsvogt (vor 1068)
    2. Siegfried I., Erzbischof von Mainz (1060–1084)
    3. Udalrich, Graf im Königssondergau (1052–1074)

  2. Gerhard, Hochvogt des Klosters Fulda (1048 – ca. 1070), Graf im Maingau (1069)
  3. Radebodo († 1052)
    1. Gebeno, Mainzer Burggraf/Erzstiftsvogt (1069, 1071, 1081, 1083)
    2. Gerhard, Mainzer Burggraf/Erzstiftsvogt (1085–1106), Hochvogt des Klosters Fulda (um 1100)
      1. Beatrix († vor 1144) ⚭ Graf (Berthold von Bergtheim)
      2. Agnes (um 1135)       Graf Arnold 1 von Loon (Stammvater der Grafen von Rieneck) Mainzer Burggraf/Hochvogt des Klosters Fulda 1106–1126

  4. Sigebodo, Mainzer Burggraf/Erzstiftsvogt (1049, 1057, † 1063 beim Goslarer Rangstreit)
    1. Sigebodo, Mainzer Burggraf/Erzstiftsvogt (1073)

  5. Reginbodo; Graf im Ufgau (1057), Bannerträger des Klosters Fulda († 1063 beim Goslarer Rangstreit), ⚭ Tochter von Dietmar/Timo, Bamberger Hochstiftsvogt und Graf im Volkfeld
    1. Reginbodo, begütert am Obermain
    2. Diemar von Trifels (um 1080), ⚭ wahrscheinlich mit einer Schwester des Bischofs Johann von Speyer aus dem Hause der Zeisolf-Wolframe (die Mutter Johanns war nach den Speyerer Annalen eine – wohl illegitime – Schwester von Kaiser Heinrich IV.)
      1. Reginbodo, Graf im Ufgau (1110–1115)
      2. Rupert († um 1110)
      3. Luitgard, ⚭ Berthold von Hohenberg, Graf im Pfinzgau, Hochvogt des Klosters Lorsch, Gründer des Klosters Gottesaue im Ufgau
      4. Dietmar von Selbold-Gelnhausen, Gründer des Klosters Selbold, Stammvater der Grafen/Edlen von Gelnhausen, † wahrscheinlich in der Schlacht am Welfesholz (11. Februar 1115), (laut Hartmann als Dietmar Stifterfigur im Naumburger Dom), ⚭ Adelheid, vermutlich Tochter der Markgräfin Gisela von Schweinfurt aus erster Ehe mit einem Graf Wichmann (laut Hartmann wohl Ludowinger, Vetter von Ludwig der Springer)
        1. Dietrich I., Bischof von Naumburg (1111–1123), Gründer der Klöster Posa und Riesa (Zuordnung von Hartmann)
        2. Egbert von Gleißberg (Kunitzburg bei Jena laut Zuordnung von Hartmann)
          1. Egbert von Gelnhausen
          2. Dietrich von Gelnhausen (1133) – Kirchberg (1143), (von Hartmann als Stammvater der Burggrafen von Kirchberg (Jena) und der Herren von Kapellendorf zugeordnet)

        3. Gisela, ⚭ Graf Friedrich von Saarbrücken, Gründer des Klosters Wadgassen
        4. Bertha, ⚭ Markgraf Heinrich von Groitzsch, Gründerin des Klosters Bürgel
        5. Kuniza, Gründerin des Klosters Lausnitz (Bad Klosterlausnitz)
        6. Luf (Liutfried) von Camburg (1103, 1118), (laut Hartmann Stammvater der Herren von Camburg)
        7. Timo von Kistritz, Stifterfigur im Naumburger Dom

      5. Wolfram, Graf (1088 Zeuge in Naumburger Urkunde)
        1. Wolfram von Schweinburg (1127) – Wertheim (1132)
          1. Wolfram von Wertheim (1137–1157)
          2. Dieter von Wertheim – Mosbach (Bachgau)
          3. Kraft von Schweinburg (Schweinberg bei Hardheim)
          4. Poppo I. von Blankenburg (1128–1161), Stammvater der Grafen von Blankenburg - Regenstein
          5. Sigebodo von Scharzfeld (1132–1157), Stammvater der Grafen von Scharzfeld-Lauterberg (Lutterberg)[2]

        2. Reginbodo von Giech, ⚭ Adela von Beichlingen
          1. Chuniza († 1143), ⚭ Graf Poppo I. von Andechs († 1148)

        3. Reginhard/Reinhard, Bischof von Halberstadt (1107–1123)
        4. Dietmar von Roßla (Niederroßla)

## Reginbodonen im Investiturstreit
Politisch herausragende Rollen spielten mehrere Angehörige der Reginbodonen zur Zeit des Investiturstreites:
Siegfried I., Erzbischof von Mainz, krönte die beiden Gegenkönige von Kaiser Heinrich IV.: Rudolf von Rheinfelden (1077–1080) und Hermann von Salm (1081–1088).
Diemar von Trifels, den die Mönche des Klosters Hirsau als quidam ex capitaneis Germaniae bezeichneten, war nicht nur im Besitz der reichspolitisch wichtigen Burg Trifels, sondern höchstwahrscheinlich auch der nahen Madenburg (damals Parthenopolis genannt). Hier wollte sich 1076 die deutsche Fürstenopposition versammeln (was der Kaiser verhindern konnte).
Reinhard von Blankenburg, Bischof von Halberstadt stand in der reichspolitisch bedeutenden Schlacht am Welfesholz (11. Februar 1115) mit an der Spitze der Gegner von Kaiser Heinrich V.

## Reginbodonen als Stifterfiguren im Naumburger Dom?
Wolfgang Hartmann vermutet, dass der Ditmarus comes occisus (Graf Dietmar, der erschlagen wurde), der unter den berühmten Stifterfiguren im Naumburger Dom steht, Graf Dietmar von Selbold-Gelnhausen ist, der seine Klostergründung in Selbold (Langenselbold) dem Papst unterstellte. Die Gestaltung dieses außergewöhnlichen Skulpturenzyklus, darunter die faszinierende Statue der Markgräfin Uta, ist in markanter Weise auf Graf Dietmar ausgerichtet. Das im Westchor des Naumburger Domes memorierte historische Ereignis, bei dem Graf Dietmar sein Leben verlor, ist nach neueren Forschungsergebnissen von Hartmann die Schlacht am Welfesholz. Gleichfalls nach Hartmann sind auch Graf Dietmars Gattin Adelheid und sein Sohn Timo (hier als Timo von Kistritz nach einem Besitzort in der Nähe von Naumburg (Saale) benannt) unter den Naumburger Stifterfiguren vertreten. Dies sind aber nur Vermutungen, die noch einer wissenschaftlichen und urkundlichen Bestätigung bedürfen.